# Rodoljub Čolaković
Rodoljub Čolaković (srbsko Родољуб Чолаковић), bosansko-srbski politik, prevajalec in pisatelj, * 7. junij 1900, Bijeljina, † 30. marec 1983, Beograd.

## Življenje
Čolaković je marca 1919 postal član Socialistične stranke BiH. Pozneje je postal član Crvene pravde; leta 1921 je sodeloval pri atentatu na Milorada Draškovića, takratnega notranjega ministra Jugoslavije. Zaradi tega je bil obsojen na 12 let zapora. Leta 1933 je emigriral in sodeloval pri organizaciji komunističnega gibanja v Sovjetski zvezi, Franciji, Avstriji, na Češkoslovaškem in v Španiji. Med letoma 1936 in 1938 je bil član CK KPJ ter kratek čas celo njenega politbiroja.
Bil je eden od organizatorjev NOVJa leta 1941. Med vojno je bil politični komisar več enot, sekretar predsedstva AVNOJ od njegovega 2. zasedanja v Jajcu, minister za BiH v vladi J. B. Tita leta 1945. 
Po vojni je postal predsednik vlade BiH (1945–1948), nato član Zvezne vlade, član in kasneje podpredsednik Zveznega izvršnega sveta, poslanec Zvezne skupščine (1945–1968), član CK ZKJ, član Predsedstva SZDL Jugoslavije (SSRNJ), izvršnega odbora Zveznega odbora Zveze združenj borcev NOV Jugoslavije (SUBNOR),... Zaradi neodločnega vedenja ob sporu z Informbirojem leta 1948 ni nikoli več zavzel kakšne pomembnejše  funkcije v državi, ki bi zahtevala samostojno odločanje, bil pa je tudi eden redkih preostalih (politično ali fizično preživelih) voditeljev starejše generacije, ki so revolucionarno delovali že pred 2. svetovno vojno.
Med drugim je prevedel Kapital, Bedo filozofije, Državo in revolucijo, kasneje se je udejstvoval kot pisatelj in bil eden najbolj spoštovanih intelektualcev v Bosni in Hercegovini..
Bil je častni član Akademije znanosti in umetnosti BiH (ANU BiH) od 1969 in član Sveta federacije; imel je čin rezervnega generalmajorja JLA.

## Odlikovanja
- red narodnega heroja
- red ljudske osvoboditve
- red junaka socialističnega dela
- red jugoslovanske zastave